# یوسف المختاری
یوسف المختاری (انگلیسی: Youssef Mokhtari؛ زادهٔ ۵ مارس ۱۹۷۹) بازیکن سابق و و مربی فوتبال اهل مراکش است.
از باشگاه‌هایی که در آن بازی کرده‌است می‌توان به باشگاه فوتبال انرژی کوتبوس، باشگاه فوتبال دویسبورگ، باشگاه ورزشی الریان، باشگاه فوتبال کلن، باشگاه فوتبال اف‌اس‌وی فرانکفورت، باشگاه فوتبال متس، باشگاه فوتبال گروتر فورث، و باشگاه فوتبال اف۹۱ دودلانژ اشاره کرد.
وی همچنین در تیم ملی فوتبال مراکش بازی کرده‌است.